# غريتشين فرانكلين
غريتشين فرانكلين (بالإنجليزية: Gretchen Franklin)‏؛ هي راقصة وممثلة بريطانية (وحملت سابقاً جنسية المملكة المتحدة لبريطانيا العظمى وأيرلندا)، ولدت في 7 يوليو 1911 بلندن في المملكة المتحدة، وتوفيت في 11 يوليو 2005 في المملكة المتحدة.

## وصلات خارجية
- غريتشين فرانكلين على موقع IMDb (الإنجليزية)
- غريتشين فرانكلين على موقع ألو سيني (الفرنسية)
- غريتشين فرانكلين على موقع أول موفي (الإنجليزية)
- غريتشين فرانكلين على موقع قاعدة بيانات الأفلام السويدية (السويدية)
- غريتشين فرانكلين على موقع قاعدة بيانات الفيلم (الإنجليزية)
- غريتشين فرانكلين على موقع كينوبويسك (الروسية)